# علاونة الفاي (كرخة)
علاونة الفاي (بالفارسية: علاونه‌فای) هي قرية تقع في إيران في قسم كرخة الريفي. يقدر عدد سكانها بـ 1,633 نسمة .